# Schnitzler-Hufeisennase
Die Schnitzler-Hufeisennase (Rhinolophus schnitzleri) ist ein in Südostasien verbreitetes Fledertier in der Gattung der Hufeisennasen. Bis 2018 waren nur Exemplare von einem Fundort bekannt. Die Art ist nach dem deutschen Zoologen Hans-Ulrich Schnitzler aus Tübingen benannt, der viele Studien über Hufeisennasen veröffentlichte.

## Merkmale
Die Art hat einen 24,5 bis 27 mm langen Schwanz, Unterarme von 54 bis 58 mm Länge, etwa 10 mm lange Hinterfüße und 30 bis 32,5 mm lange Ohren. Die Schnitzler-Hufeisennase hat oberseits hellbraunes Fell mit grauer Unterwolle und unterseits kastanienbraunes Fell. Phasen mit orangem Fell sind nicht bekannt. Das Nasenblatt hat eine hufeisenförmige Grundform und einen kleinen dreieckigen Aufsatz, der oft im Fell versteckt ist. Die Grundform verdeckt Teile des Mundes. Typisch sind sehr große Ohren und drei Falten in der Unterlippe. Weitere Kennzeichen sind braune Flughäute und ein großer Penisknochen. Der Scheitelkamm auf dem Schädel ist flach. Im Oberkiefer sind der zweite und dritte Prämolar pro Seite klein und sie liegen in der Zahnreihe.
Vom Schwanz ragt nur eine kleine Spitze aus der Schwanzflughaut. Ähnliche Arten sind die Königshufeisennase (Rhinolophus rex) und Rhinolophus paradoxolophus, die jedoch im mittleren Teil des Nasenblattes eine deutliche Kerbe haben.

## Verbreitung und Lebensweise
Exemplare wurden im Osten der chinesischen Provinz Yunnan bei 1550 Meter Höhe gefunden. Im Umfeld liegen Ackerflächen, Weiden und Ortschaften.
Die Schnitzler-Hufeisennase ruht am Tage in Höhlen. Die Rufe zur Echoortung erreichen ihre stärkste Intensität bei 24 kHz. In derselben Höhle ruhten andere Hufeisennasen und Mausohren.

## Gefährdung
Vermutlich wirken sich Störungen im Versteck negativ aus. Aufgrund fehlender Angaben zur Populationsgröße wird die Art von der IUCN mit unzureichende Datenlage (data deficient) gelistet.